# Michelle Gómez
Michelle Gómez (sinh 1991/1992) là một người mẫu và nữ hoàng sắc đẹp Colombia, được trao vương miện Hoa hậu Trái Đất Colombia 2015 và đại diện cho Colombia tại Hoa hậu Trái Đất 2016. Cô tạo nên lịch sử cho Colombia khi trở thành Á hậu cuộc thi - Nữ hoàng Nguyên tố Colombia đầu tiên sau khi được trao danh hiệu Hoa hậu Trái Đất - Không khí 2016.

## Thơ ấu
Khi giới thiệu bản thân trên trang web chính thức của Hoa hậu Trái Đất, Michelle đã mô tả những ngày thơ ấu của mình: "Tôi là một trong những học sinh giỏi nhất trường, môn học yêu thích của tôi là khoa học và tiếng Tây Ban Nha. Tôi thích chơi trong công viên gần nhà và với bạn bè, chúng tôi thường trồng hoa và nhặt hoa để trang trí nhà cửa, chúng tôi giống như những người bảo vệ công viên và tôi cũng thích ăn mặc như một người mẫu và tưởng tượng rằng tôi là một siêu mẫu." Cô cũng cho biết "Tôi học cách yêu thiên nhiên với bạn bè, chúng tôi rất lo lắng cho thực vật và động vật. Và tôi cũng tôn trọng mọi sinh vật trên Trái Đất."

## Các cuộc thi

### Hoa hậu Trái Đất Colombia 2016
Michelle Gómez đại diện cho quê hương của mình, Sumapaz tham gia cuộc thi Hoa hậu Trái Đất Colombia 2016. Vào cuối cuộc thi, Michelle được chọn làm Hoa hậu Trái Đất Colombia 2016 và được trao vương miện bới Hoa hậu Trái Đất 2015 Angelia Ong.

### Hoa hậu Trái Đất 2016
Michelle bay tới Philippines để tham gia cuộc thi Hoa hậu Trái Đất 2016 và thi đấu với 82 thí sinh khác. Trong toàn bộ hoạt động trước cuộc thi hoa hậu của cuộc thi Hoa hậu Trái Đất, Michelle nhận được một huy chương đồng cho phần thi áo tắm và một số giải thưởng tài trợ. Vào cuối cuộc thi, Michelle đã hoàn thành cuộc thi với danh hiệu Hoa hậu Không khí (tương đương Á hậu 1). Vương miện Hoa hậu Trái Đất đã thuộc về Katherine Espín, đại diện của Ecuador.